# Olof Riben
Karl Olof Riben, född 15 juli 1905 i Stockholm, död 15 februari 1998, var ett svenskt justitieråd.
Riben var son till operachefen Karl Axel Riben och hans hustru Asta, f. Rönblom. Han blev juris kandidat 1929, fiskal i Svea hovrätt 1933, assessor 1940, hovrättsråd 1946, häradshövding i Norra Hälsinglands domsaga 1951, lagman i Svea hovrätt (Vattenöverdomstolen) 1957 och var justitieråd 1959–72. Riben var gift från 1939 med Dagmar Ernberg, dotter till regeringsrådet Jarl Ernberg och hans hustru Eleonore, f. Riben.
Riben är gravsatt på Sandsborgskyrkogården i Stockholm.